# Domaine public (hebdomadaire)
Pour les articles homonymes, voir Domaine public.
Domaine public est un ancien journal d'opinion et d'analyse politique suisse lancé en 1963. Bimensuel à son lancement, il devient hebdomadaire en 1972. Il publie son dernier numéro le 24 juin 2021.

## Historique
Ce journal de réflexion est lancé en 1963 par des membres des sections cantonales romandes du Parti socialiste suisse, en particulier à l’initiative d’André Gavillet (conseiller communal socialiste à Lausanne puis conseiller d'État),.
Depuis 2007, il n'est plus imprimé ; les articles sont diffusés gratuitement et au fur et à mesure sur son site et regroupés chaque semaine dans une version PDF imprimable. Le journal n’accepte pas de publicité. Les contributeurs sont totalement bénévoles. L’audience aurait toujours été comprise entre 2 000 et 3 500 personnes.
Le dernier numéro paraît le 24 juin 2021. Au total, 2 331 numéros ont paru, dont plus de 2 000 articles rédigés par le professeur de droit Jean-Daniel Delley. Le conseil d'administration du journal annonce que « l’équipe de bénévoles a souhaité s'arrêter (…) C’était un beau projet, il cesse faute de combattants », à savoir selon Jean-Daniel Delley « faute d'un nombre suffisant de personnes prêtes à contribuer de manière régulière à sa production ». Un membre du comité éditorial, Joëlle Kuntz, déclare que le journal « appartenait à la culture d’élaboration intellectuelle socialiste, cherchant à comprendre les grands enjeux de la politique nationale pour éclairer autant que possible les citoyens proches ou adhérents du milieu socialiste (…) C’était LE journal de gauche réformiste »,.

## Auteurs
Depuis 1963, des dizaines de personnes ont apporté leur contribution à Domaine public. Parmi les auteurs qui ont collaboré régulièrement, on peut mentionner : Alain Berset (conseiller fédéral), Claude Bossy, François Brutsch, Anne Caldelari, François Cherix (écrivain et politicien), Marco Danesi, Jean-Daniel Delley, Alex Dépraz, Ruth Dreifuss (dès le premier numéro, plus tard conseillère fédérale), Lucien Erard, Gérard Escher, Carole Faes, André Gavillet, Jacques Guyaz, Pierre Imhof, Yvette Jaggi (syndique de Lausanne), René Longet (conseiller national), Daniel Marco, Jérôme Meizoz, Jacques Mühlethaler, Roger Nordmann (conseiller national), Christian Pellet, Jean-Yves Pidoux, Charles-F. Pochon, Anne Rivier, Charlotte Robert, Alain Robert, Stéphane Rossini (conseiller national), Géraldine Savary (conseillère aux États), Daniel Schöni Bartoli, Jean Christophe Schwaab, Olivier Simioni, Albert Tille.

## Personnes chargées d’édition
Lorsqu'il est devenu hebdomadaire en 1972, Domaine public a continué de fonctionner avec des auteurs bénévoles, tout en engageant une personne pour assurer l’édition.
Pour les éditions papier, se sont succédé : Laurent Bonnard de 1972 à 1985, Francine Crettaz (1985-1986), Marc-André Miserez (1986-1987), Pierre Imhof (1987-1994), Valérie Bory (1994-1995), Géraldine Savary et Claude Pahud (1996-1999), Géraldine Savary (1999-2002), Marco Danesi (2002-2007).
Pour les éditions web, François Brütsch a été responsable de l'édition du site Internet de 2007 à 2020. Sophie Nedjar lui a succédé en avril 2020.
En 2021, l'équipe des collaborateurs réguliers tient une visioconférence de rédaction chaque semaine. Tous les trois mois, une rencontre est organisée à l’intention de l’ensemble des auteurs, réguliers ou occasionnels, autour d’un thème de réflexion.

## Archives
Toutes les éditions papier 1963-1997 sont archivées sur le réseau des bibliothèques universitaires suisses et consultables en ligne. Les articles publiés sur le site Internet sont archivés depuis janvier 1998.